# Śmierć Dydony
Śmierć Dydony – obraz francuskiego malarza barokowego Simona Voueta.

Tematyka obrazu została zaczerpnięta z Eneidy Wergiliusza. Epizod opowiada o rozpaczy królowej Kartaginy Dydony po opuszczeniu jej przez Eneasza. Gdy ukochany królowej na rozkaz bogów opuścił Kartaginę, Dydona rozkazała wznieść stos ofiarny, by spalić na nim wszelkie pamiątki po Trojańczyku. Gdy stos zapalono, sama rzuciła się w płomienie i dodatkowo przebiła się mieczem, podarowanym przez Eneasza. Według Wergiliusza na ratunek królowej rzuciła się siostra Anna. Wyciągnęła ją z płomieni i wszelkimi sposobami starała się uchronić przed śmiercią. Dydona konała w męczarniach, co rusz tracąc i odzyskując przytomność. 

Sili się Dydona
Podnieść powieki ciężkie. I omdlewa. (...)
Oczyma światła szukała na niebie
(Wergiluiusz, Eneida 4, 683-693

Bogini Junona widząc jej męczarnie postanowiła je skrócić, aby to uczynić potrzebowała kosmyk włosów Dydony: 

Iryda, kapiąc rosą, z nieba
Na żółtych skrzydłach przyleciała, w słońcu
Niezliczonymi iskrząc się barwami
I nad jej głową stanęła. – " Dla Plutona,
Jak mi kazano, biorę tę ofiarę,
Z ciała wyzwalam Cię". – I własna ręką
Odcięła pukiel. Wszelkie w członkach ciepło
Zastygło, życie uszło z tchnieniem wiatru.
(Wergiliusz, Eneida 4,701-705)

## Opis obrazu
Vouet uchwycił moment, gdy Dydona wypatruje "światła na niebie". Jej ciało podtrzymuje wierna służka. Nie ma na nim krwi ani ran, jak opisuje poeta. Zgodnie ze stylem baroku scena jest pełna emocji. Wszystkie cztery postacie są w ruchu. Pośrodku, w niebieskiej sukni leży konająca Dydona. Jej ciało podtrzymuje jej służąca. Po prawej stronie, w czerwonej sukni przedstawiona została siostra królowej Anna. Jej rozpacz i barwa odzienia ma nawiązywać do przyczyny samobójstwa Dydony – utraty ukochanego mężczyzny. Po przeciwnej stronie ukazana została wysłanniczka bogów Iris. Artysta przedstawił ją ze skrzydłami, czym przybliżył jej misję do misji anioła śmierci. Za chwilę odetnie kosmyk włosów, co w starożytności symbolizowało umieranie. Prawą nogą depcze tarcze wojownika. Dydona zanim rzuciła się na stos, nakazała spalić broń i wszelkie przedmioty Eneasza. Obok tarczy widać pojedyncze bierwiona.
W tle po prawej stronie na horyzoncie widać okręty odpływające z Kartaginy. Obowiązek kierujący Eneaszem zwyciężył nad miłością.